# HD 6300
HD 6300，又名BD+50 212，SAO 21988、HR 302，是一颗恒星，视星等为6.54，位于銀經125.08，銀緯-11.81，其B1900.0坐标为赤經0h 58m 55.7s，赤緯+50° -11.81′ 24″。